# Karl Mundt
Karl Mundt (Humboldt, 1900. június 3. – Washington, 1974. augusztus 16.) az Amerikai Egyesült Államok szenátora (Dél-Dakota, 1948–1973).